# لوك ماكفارلين
لوك ماكفارلين هو ممثل كندي، ولد في 19 يناير 1980 بلندن في كندا.

## أعمال

### أفلام
- (2004) كينسي[5][6]

### مسلسلات
- الإخوة والأخوات
- بيرسون أوف إنترست

## وصلات خارجية
- لوك ماكفارلين على موقع IMDb (الإنجليزية)
- لوك ماكفارلين على موقع ألو سيني (الفرنسية)
- لوك ماكفارلين على موقع أول موفي (الإنجليزية)
- لوك ماكفارلين على موقع قاعدة بيانات برودواي على الإنترنت (الإنجليزية)
- لوك ماكفارلين على موقع إن إن دي بي (الإنجليزية)
- لوك ماكفارلين على موقع قاعدة بيانات الفيلم (الإنجليزية)
- لوك ماكفارلين على موقع كينوبويسك (الروسية)